# Deutsche Poolbillard-Meisterschaft 2019 (Senioren)
Die Deutsche Poolbillard-Meisterschaft 2019 war die 35. Austragung zur Ermittlung der nationalen Meistertitel der Senioren in der Billardvariante Poolbillard. Sie wurde vom 2. bis 10. November 2019 in der Wandelhalle in Bad Wildungen im Rahmen der Deutschen Billard-Meisterschaft ausgetragen.
Es wurden die Deutschen Meister in den Disziplinen 14/1 endlos, 8-Ball, 9-Ball und 10-Ball ermittelt.

## Medaillengewinner
| Disziplin   | Gold                                        | Silber                             | Bronze                                    | Bronze                                      |
| ----------- | ------------------------------------------- | ---------------------------------- | ----------------------------------------- | ------------------------------------------- |
| 14/1 endlos | Reiner Wirsbitzki (1. PBC Hürth-Berrenrath) | Achim Schefczyk (PBSC Bonn)        | Dirk Stenten (Schwarz-Weiß Kohlscheid)    | Markus Kamuf (BSF Kurpfalz)                 |
| 8-Ball      | Reiner Wirsbitzki (1. PBC Hürth-Berrenrath) | Steffen Gross (PBC Bad Saulgau)    | Guido Gerber (BSC Joker Neukirchen-Vluyn) | Wolfgang Birner (PBC Jägersburg)            |
| 9-Ball      | Reiner Wirsbitzki (1. PBC Hürth-Berrenrath) | Frank Willner (BC Berolina-Sterne) | Sascha Zinowsky (SC Dingolfing)           | Ralf Wack (PBC Joker Altstadt)              |
| 10-Ball     | Torsten Bonke (BC Queue Hamburg)            | Wolfgang Birner (PBC Jägersburg)   | Frank Willner (BC Berolina-Sterne)        | Reiner Wirsbitzki (1. PBC Hürth-Berrenrath) |

## Modus
Die 32 Spieler, die sich über die Landesmeisterschaften der Billard-Landesverbände qualifiziert haben, traten zunächst im Doppel-K.-o.-System gegeneinander an. Ab dem Achtelfinale wurde im K.-o.-System gespielt.